# Instiki
Instiki ist eine in Ruby on Rails geschriebene freie Wiki-Software (eine sogenannte Wiki-Engine), welche auf Einfachheit und Portabilität setzt.
Aktuelle Merkmale sind: Datei-Upload, HTML/Textile-Export als ZIP-Datei, RSS-Web-Feeds, Mehrbenutzerfähigkeit, Kennwortschutz und die Möglichkeit, mehrere Wiki-Spaces (sogenannte webs) anzulegen.
Einträge können mit Hilfe der Auszeichnungssprachen Markdown und Textile erfasst werden. Zur Erfassung von Formeln in itex bietet Instiki Unterstützung für das itex2MML-Plugin.

## Geschichte
Instiki wurde 2004 von David Heinemeier Hansson entwickelt, der vor allem für die Entwicklung des Frameworks Ruby on Rails bekannt ist. Ab Version 0.9.1 wurde die Entwicklung an Alexey Verkhovsky übergeben, der bis Version 0.11 Maintainer für die bekannte Wiki-Software war. Seit Januar 2007 ist Matthias Tarasiewicz und die Gruppe 5uper.net für die Weiterentwicklung verantwortlich. Das Wiki der Ruby on Rails Seite verwendet eine modifizierte Version von Instiki, ein Fork der Version 0.9 mit dem Namen i2.

## Technischer Hintergrund
Instiki läuft auf allen Plattformen, auf denen Ruby läuft, z. B. auf Windows, Linux, macOS und den meisten bekannten Unix-Varianten. Instiki auf BeOS, AmigaOS, OS/2, ZETA OS und die Verfügbarkeit auf exotischen Systemen ist geplant.
Als Backend verwendet instiki standardmäßig das SQLite-Datenbanksystem, es kann aber auch für PostgreSQL, MySQL, DB2, Firebird, Openbase, Oracle, Microsoft SQL Server oder Sybase konfiguriert werden. Binärpakete existieren für Windows und Apple macOS.
Vor der Version 0.11 von instiki wurde Madeleine zur Persistenz von Objekten verwendet. Version 0.11 benutzt bereits Active Record, das einen Teil von Ruby on Rails darstellt. Die Entwicklung von Active Record basiert auf den Vorentwicklungen und dem Code von Instiki.
Ab Version 0.16.3 setzt Instiki auf Ruby on Rails 2.3 auf und wurde als RC 1 gekennzeichnet.

## Statistik
- Instiki hatte am 13. Juli 2008 insgesamt 106.257 gezählte Downloads auf rubyforge.
- Im April 2017 hatte Instiki 26 releases, 9 contributors und 85 forks auf GitHub[3]